# Славянова, Зинаида Михайловна
Зинаи́да Миха́йловна Славя́нова (фамилия при рождении — Сорока; 8 октября 1882 года, станция Дон Орловско-Грязской железной дороги — 18 января 1941 года, Москва) — русская советская актриса, режиссёр, театральный деятель и драматург. Заслуженная артистка РСФСР (1935). Первая в советском театре женщина-режиссёр и художественный руководитель.

## Биография
Зинаида Михайловна Сорока родилась 8 октября 1882 года на станции Дон Орловско-Грязской железной дороги (в настоящее время — линия Грязи — Елец Юго-Восточной железной дороги) в семье железнодорожника Михаила Сороки и телеграфистки. Она была одной из четырнадцати детей, и в старшем возрасте переехала к родственникам в Елец, где поступила в гимназию. Окончив Елецкую женскую гимназию с золотой медалью, Сорока перебирается в Москву, где поступает на Московские педагогические курсы. Получив диплом с отличием, она возвращается в Елец и выходит замуж за гимназического учителя Павла Недачина. В 1899 у пары рождается сын Лев, однако это не спасает брак. Зинаида Михайловна уходит от мужа, чтобы посвятить себя театру. В этот момент она берёт себе псевдоним Славянова.
Театральная деятельность актрисы Славяновой начинается в 1903 году с антреприз у Леонова в Тамбове. В 1904 году вместе с Павлом Орленевым гастролировала по городам Поволжья, юга России и Урала, в том числе играла в спектаклях в Бахмуте, Саратове, Перми, Баку, Екатеринбурге, Самаре. С 1907 году пробует себя в режиссуре. В 1908 году выходит замуж за нотариуса Александра Александровича Смирнова (Треплева), известного общественного деятеля Самары.
Самара становится для Славяновой новым домом. В городском театре она играет сезон 1907—1908 года, здесь же состоялся её первый бенефис. В память о сестре, погибшей в заключении в Петропавловской крепости, она выбрала для бенефиса запрещённую революционную пьесу «К звездам», а через несколько дней декламирует стихотворение, посвящённое событиям 1905 года. Власти требуют высылки мятежной актрисы из губернии, но благодаря заступничеству друзей Славянова отделывается штрафом. Она остается в Самаре, читает лекции в Самарском народном университете, преподает в городских школах.
В 1917 Славянова была избрана первым председателем Самарского союза работников искусств. В 1918 году Красная Армия устанавливает в Самаре советскую власть. По предложению Куйбышева Зинаида Славянова становится главным режиссёром Самарского городского театра. Решение было крайне смелым: она стала первой женщиной, занявшей такую должность. Коллектив воспринял назначение враждебно, особенно мужская часть. Как писала сама Славянова, ей прямо говорили: «Вот что, дамочка, если хотите работать актрисой — милости просим, а режиссёром не балуйтесь, не бабье это занятие». Но при поддержке Куйбышева она осталась главным режиссёром, а затем стала и художественным руководителем театра.
Вскоре её ждал развод с А. А. Смирновым и новые переезды. Она работала в Казани, где создала студию студию драматических искусств, Одессе и, наконец, Смоленске, где была режиссёром и директором Смоленского государственного драматического театра в сезоне 1923—1924 годов, а затем главным режиссёром с 1931 по 1937 годы. В 1935 году театр совершил успешную гастрольную поездку в Москву, по итогам которой главный режиссёр Зинаида Славянова и ведущие актёры Василий Флоренский и Изабелла Калантар были удостоены звания «Заслуженный артист РСФСР».
Но в 1937 году Зинаида Славянова и Изабелла Калантар попали в опалу в первую очередь за связи с «врагом народа» И. П. Уборевичем. В результате Славянова оставила должность главного режиссёра, что до конца жизни считала самым тяжёлым и несправедливым событием в своей жизни. Вместе с ней из театра ушли ведущие актёры: В. Е. Брагин, А. Н. Брянский, В. И. Флоринский, И. И. Калантар. В том же году Славянова возглавила Ворошиловский краевой драматический театр, а затем перебралась в Крым, где заняла должность художественного руководителя Симферопольского драматического театра.
В конце 1940 года Зинаида Славянова уехала в Москву на лечение. Но обратно вернуться ей не было суждено: 18 января 1941 года она умерла. Похоронена на Донском кладбище в Москве.

## Избранные работы

Надгробный памятник З. М. Славяновой в Москве.

### Постановки
- В. В. Маяковский. «Мистерия-Буфф»
- А. М. Файко. «Озеро Люль»
- А. С. Пушкин. «Борис Годунов»
- У. Шекспир. «Двенадцатая ночь»
- У. Шекспир. «Отелло»
- А. С. Грибоедов. «Горе от ума»
- А. Н. Островский. «Доходное место»
- Н. Ф. Погодин. «Аристократы»
- Н. Ф. Погодин. «Мой друг»
- В. Курдин, Всеволжский. «Междубурье»
- Б. Ромашов. «Бойцы»
- М. Горький. «Егор Булычёв и другие»
- М. Шолохов. «Поднятая целина»
- А. Корнейчук. «Платон Кречет»

### Пьесы
- «На переломе. Грядущего взыскуем» (1914)
- «Памяти Парижской коммуны»
- «Алые восходы»
- «На родине»
- «Александр II»

### Воспоминания
- Славянова З. Эсеры. Воспоминания. // Революция 1917-1918 гг. в Самарской губернии. Т. 1. [Самара, 1918]. — С. 117—125.